# Поремби-Старі
Поремби-Старі (пол. Poręby Stare) — село в Польщі, у гміні Добре Мінського повіту Мазовецького воєводства.
Населення — 94 особи (2011).
У 1975-1998 роках село належало до Седлецького воєводства.

## Демографія
Демографічна структура станом на 31 березня 2011 року:
|          | Загалом | Допрацездатний вік | Працездатний вік | Постпрацездатний вік |
| -------- | ------- | ------------------ | ---------------- | -------------------- |
| Чоловіки | 47      | 6                  | 36               | 5                    |
| Жінки    | 47      | 3                  | 28               | 16                   |
| Разом    | 94      | 9                  | 64               | 21                   |